# 3480 Abante
3480 Abante (1981 GB) là một tiểu hành tinh vành đai chính được phát hiện ngày 1 tháng 4 năm 1981 bởi Bowell, E. ở Flagstaff, Arizona.